# Навроцький Анатолій Павлович
Анатолій Павлович Навроцький (25 березня 1940, Павлоград — 6 квітня 2022, Київ) — український музикант, хормейстер, педагог, заслужений артист України (2000). Головний хормейстер театру імені Івана Франка (1985—2020).

## Життєпис
Народився 25 березня 1940 року у Павлограді. Юність провів у селі Осикове Донецької області. У 1966 році закінчив Донецьке музичне училище.
У 1971 році закінчив Київську консерваторію (клас Михайла Берденникова і Натана Рахліна). Відтоді деякий час керував вокально-інструментальним ансамблем «Кобза», викладав в Ніжинському училищі культури (нині — Ніжинський фаховий коледж культури і мистецтв імені Марії Заньковецької).
З 1972 по 1973 рік — художній керівник хорової капели Південно-Західної залізниці. З 1974 по 1983 рік — диригент Чоловічої хорової капели України імені Л. М. Ревуцького. З 1983 по 1985 — викладач Інституту культури (нині — Київський національний університет культури і мистецтв), доцент кафедри хорового диригування.
З 1985 по 2020 — головний хормейстер Національного академічного драматичного театру імені Івана Франка. На цій посаді — робота над понад 40 виставами театру, в тому числі «золотою класикою». Постійно співпрацював з режисерами Сергієм Данченком, Дмитром Чирипюком, Петром Ільченком, Олександром Білозубом, Андрієм Приходьком.

Могила Анатолія Навроцького, Байкове кладовище

В 2000-му році Анатолію Навроцькому присвоєно звання заслуженого артиста України. Поет, автор пісень, обробок українських народних пісень, перекладів лібрето та віршів.
Був одружений, виховав доньку Яну. Помер 6 квітня 2022 року. Похований в колумбарії Байкового кладовища, біля центрального входу.

## Творчий доробок
Національний академічний драматичний театр імені Івана Франка
- 1979 — «Украдене щастя» Івана Франка; реж. Сергій Данченко
- 1986 — «Енеїда»; реж. Сергій Данченко
- 1987 — «Майстер і Маргарита»; реж. Ірина Молостова
- 1989 — «Тев'є-Тевель»; реж. Сергій Данченко
- 1996 — «Приборкання норовливої»; реж. Сергій Данченко
- 1999 — «Бременські музиканти»; реж. Дмитро Чирипюк
- 1999 — «Три сестри»; реж. Андрій Жолдак
- 1999 — «Кохання в стилі бароко, або любов з неохоти»; реж. Сергій Данченко
- 1999 — «Шельменко-денщик»; реж. Петро Ільченко
- 2000 — «За двома зайцями»; реж. Сергій Данченко
- 2000 — «Пігмаліон»; реж. Сергій Данченко
- 2001 — «Мартин Боруля»; реж. Петро Ільченко
- 2003 — «Ех, мушкетери, мушкетери…»; реж. Дмитро Чирипюк, Петро Ільченко (власний переклад віршів Євгена Євтушенка[3])
- 2003 — «Ревізор»; реж. Ігор Афанасьєв
- 2005 — «Наталка-Полтавка»; реж. Олександр Ануров
- 2005 — «Шякунтала»; реж. Андрій Приходько
- 2005 — «Соло-мія»; реж. Олександр Білозуб
- 2006 — «Соло для годинника з передзвоном»; реж. Олександр Білозуб
- 2006 — «Віват, королево!»; реж. Юрій Кочевенко
- 2007 — «Кайдашева сім'я»; реж. Петро Ільченко
- 2007 — «Кавказьке крейдяне коло»; реж. Лінас Зайкаускас
- 2008 — «Едіт Піаф. Життя в кредит»; реж. Ігор Афанасьєв
- 2008 — «Легенда про Фауста»; реж. Андрій Приходько
- 2008 — «…Я згадую… Амаркорд»; реж. Олександр Білозуб
- 2009 — «Назар Стодоля»; реж. Юрій Кочевенко
- 2009 — «Котигорошко. І покотилась горошина…»; реж. Петро Ільченко
- 2009 — «Дві квітки кольору індиго»; реж. Олександр Білозуб
- 2009 — «Агасфер»; реж. Тарас Жирко
- 2010 — «Самотня леді»; реж. Петро Ільченко
- 2010 — «Урус-Шайтан»; реж. Ігор Афанасьєв
- 2010 — «Буря»; реж. Сергій Маслобойщиков
- 2011 — «Попелюшка»; реж. Катерина Чепура
- 2011 — «Романси. Ностальгія»; реж. Олександр Білозуб
- 2012 — «Перехресні стежки»; реж. Дмитро Чирипюк
- 2012 — «Як тебе не любити, Києве мій!»; реж. Олександр Білозуб
- 2012 — «Жона є жона…»; реж. Валентин Козьменко-Делінде
- 2012 — «Райськеє діло»; реж. Андрій Приходько
- 2013 — «Чайка»; реж. Валентин Козьменко-Делінде
- 2013 — «Марія»; реж. Збігнев Хшановський (музичне оформлення)
- 2014 — «Гімн демократичної молоді»; реж. Юрій Одинокий
- 2014 — «Носороги»; реж. Андрій Приходько
- 2015 — «Дівка. Українська love story»; реж. Олена Роман
- 2015 — «Великі комбінатори»; реж. Дмитро Чирипюк
- 2015 — «Мама сказала „Ні“»; реж. Андрій Май
- 2016 — «Незрівнянна»; реж. Анатолій Хостікоєв
- 2017 — «Життя — це сон»; реж. Андрій Приходько
- 2017 — «Джельсоміно в країні брехунів»; реж.  Діана Айше
- 2018 — «Очищення»; реж. Григорій Гладій

Київський муніципальний академічний театр опери та балету для дітей та юнацтва
- 2016 — «Ріта»; реж. Лада Шиленко (переклад лібрето)
- 2021 — «Шлюбний вексель, або Щастя за добу»; реж. Лада Шиленко (переклад лібрето)

## Фільмографія
- 1991 — «Капітан Крокус»; реж. Володимир Онищенко (автор пісень)